# FYN
FYN (англ. FYN proto-oncogene, Src family tyrosine kinase) – білок, який кодується однойменним геном, розташованим у людей на короткому плечі 6-ї хромосоми. Довжина поліпептидного ланцюга білка становить 537 амінокислот, а молекулярна маса — 60 762.
| 10         |  | 20         |  | 30         |  | 40         |  | 50         |
| ---------- |  | ---------- |  | ---------- |  | ---------- |  | ---------- |
| MGCVQCKDKE |  | ATKLTEERDG |  | SLNQSSGYRY |  | GTDPTPQHYP |  | SFGVTSIPNY |
| NNFHAAGGQG |  | LTVFGGVNSS |  | SHTGTLRTRG |  | GTGVTLFVAL |  | YDYEARTEDD |
| LSFHKGEKFQ |  | ILNSSEGDWW |  | EARSLTTGET |  | GYIPSNYVAP |  | VDSIQAEEWY |
| FGKLGRKDAE |  | RQLLSFGNPR |  | GTFLIRESET |  | TKGAYSLSIR |  | DWDDMKGDHV |
| KHYKIRKLDN |  | GGYYITTRAQ |  | FETLQQLVQH |  | YSERAAGLCC |  | RLVVPCHKGM |
| PRLTDLSVKT |  | KDVWEIPRES |  | LQLIKRLGNG |  | QFGEVWMGTW |  | NGNTKVAIKT |
| LKPGTMSPES |  | FLEEAQIMKK |  | LKHDKLVQLY |  | AVVSEEPIYI |  | VTEYMNKGSL |
| LDFLKDGEGR |  | ALKLPNLVDM |  | AAQVAAGMAY |  | IERMNYIHRD |  | LRSANILVGN |
| GLICKIADFG |  | LARLIEDNEY |  | TARQGAKFPI |  | KWTAPEAALY |  | GRFTIKSDVW |
| SFGILLTELV |  | TKGRVPYPGM |  | NNREVLEQVE |  | RGYRMPCPQD |  | CPISLHELMI |
| HCWKKDPEER |  | PTFEYLQSFL |  | EDYFTATEPQ |  | YQPGENL    |  |            |

A: Аланін

C: Цистеїн

D: Аспарагінова кислота

E: Глутамінова кислота

F: Фенілаланін

G: Гліцин

H: Гістидин

I: Ізолейцин

K: Лізин

L: Лейцин

M: Метіонін

N: Аспарагін

P: Пролін

Q: Глутамін

R: Аргінін

S: Серин

T: Треонін

V: Валін

W: Триптофан

Кодований геном білок за функціями належить до тирозинових протеїнкіназ родини Src-протеїнкіназ.
Кодований геном білок за функціями належить до тирозинових протеїнкіназ родини Src-протеїнкіназ.
Задіяний у таких біологічних процесах, як адаптивний імунітет, взаємодія хазяїн-вірус. 
Білок має сайт для зв'язування з АТФ, іоном марганцю. 
Локалізований у клітинній мембрані, цитоплазмі, ядрі.